# Amanda Lepore

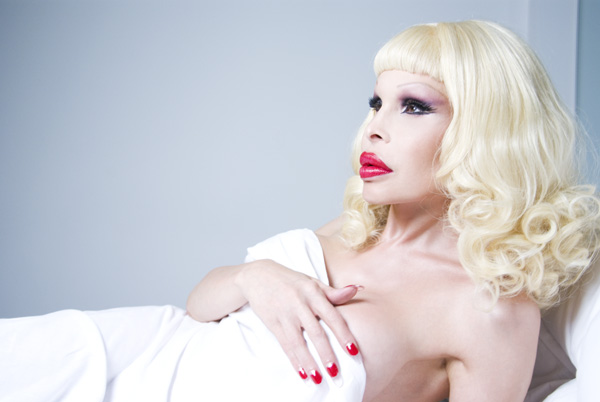
Amanda Lepore

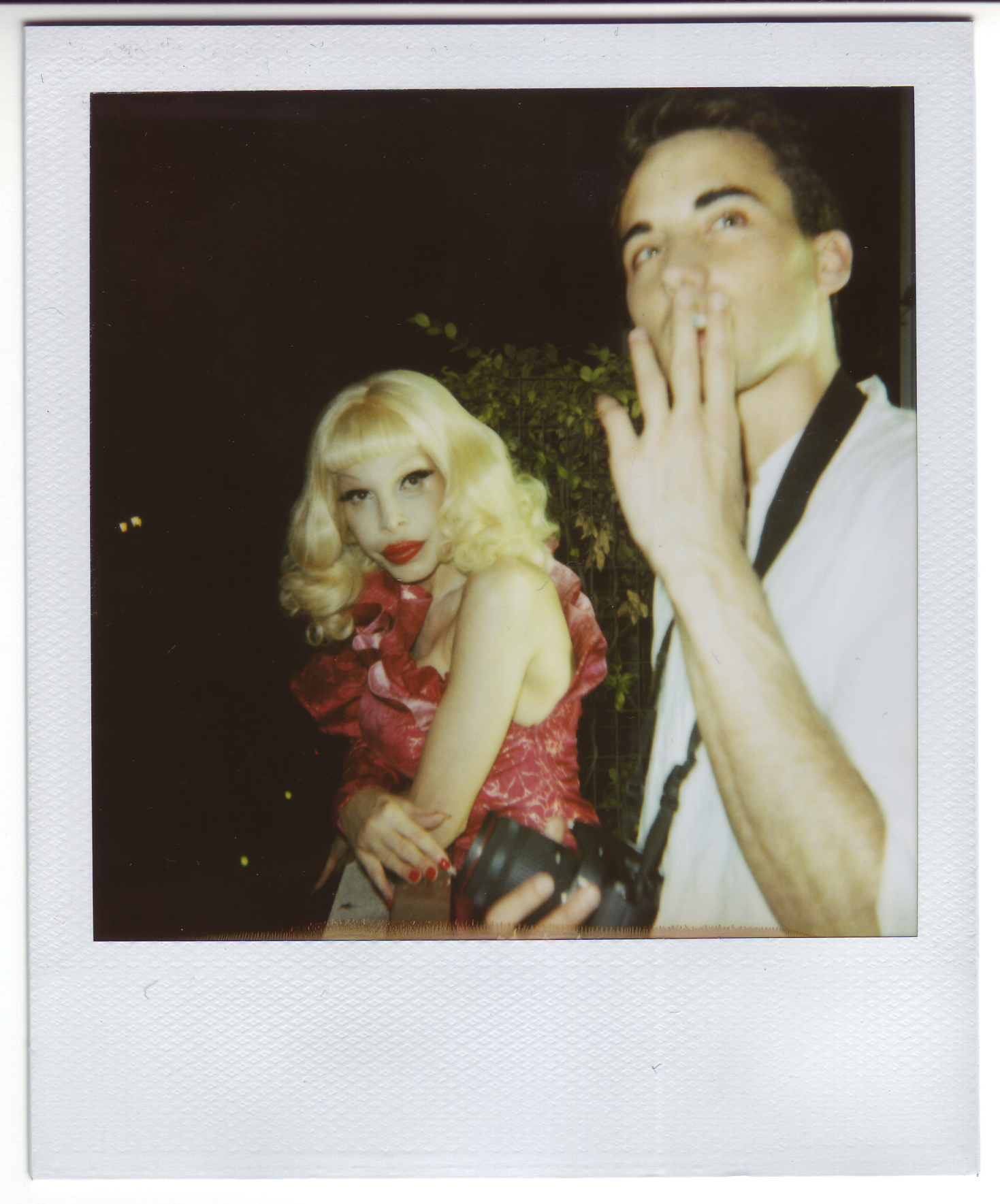
Gabriel Moginot und Amanda Lepore, 2008, Polaroid

Amanda Lepore (* 5. Dezember 1967 in Cedar Grove (New Jersey)) ist eine US-amerikanische Mode-Ikone, lebt offen als Transfrau und arbeitet als Fotomodell, Nightlife Hostess, Musikerin und Autorin. Lepore arbeitet seit Ende der 1980er Jahre als Model für den Fotografen David LaChapelle. Sie modelt außerdem u. a. für die Modefirma Heatherette.

## Leben und Werk

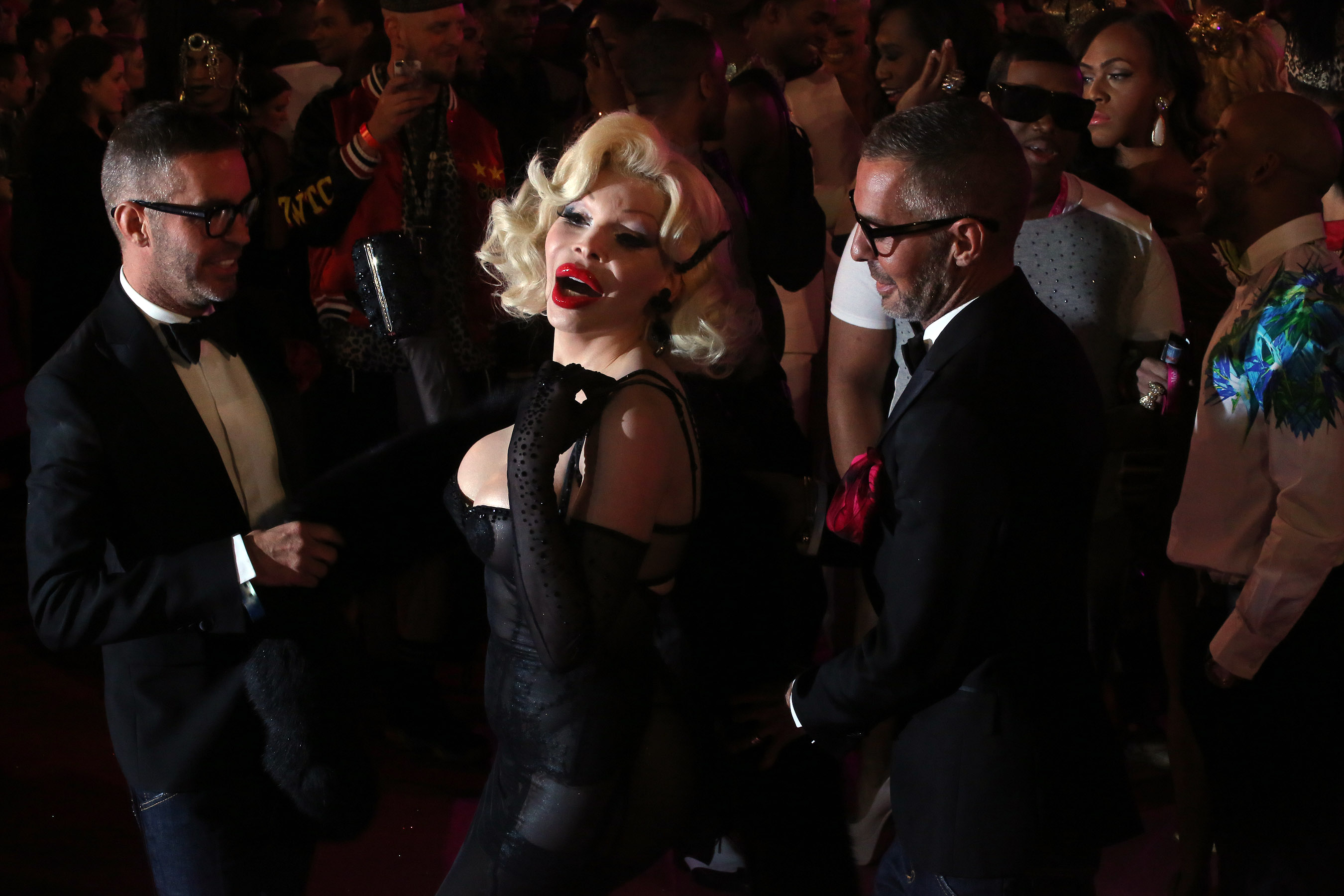
Amanda Lepore mit den Modeschöpfern Dean und Dan Caten (DSQUARED^{2}) am Life Ball 2013

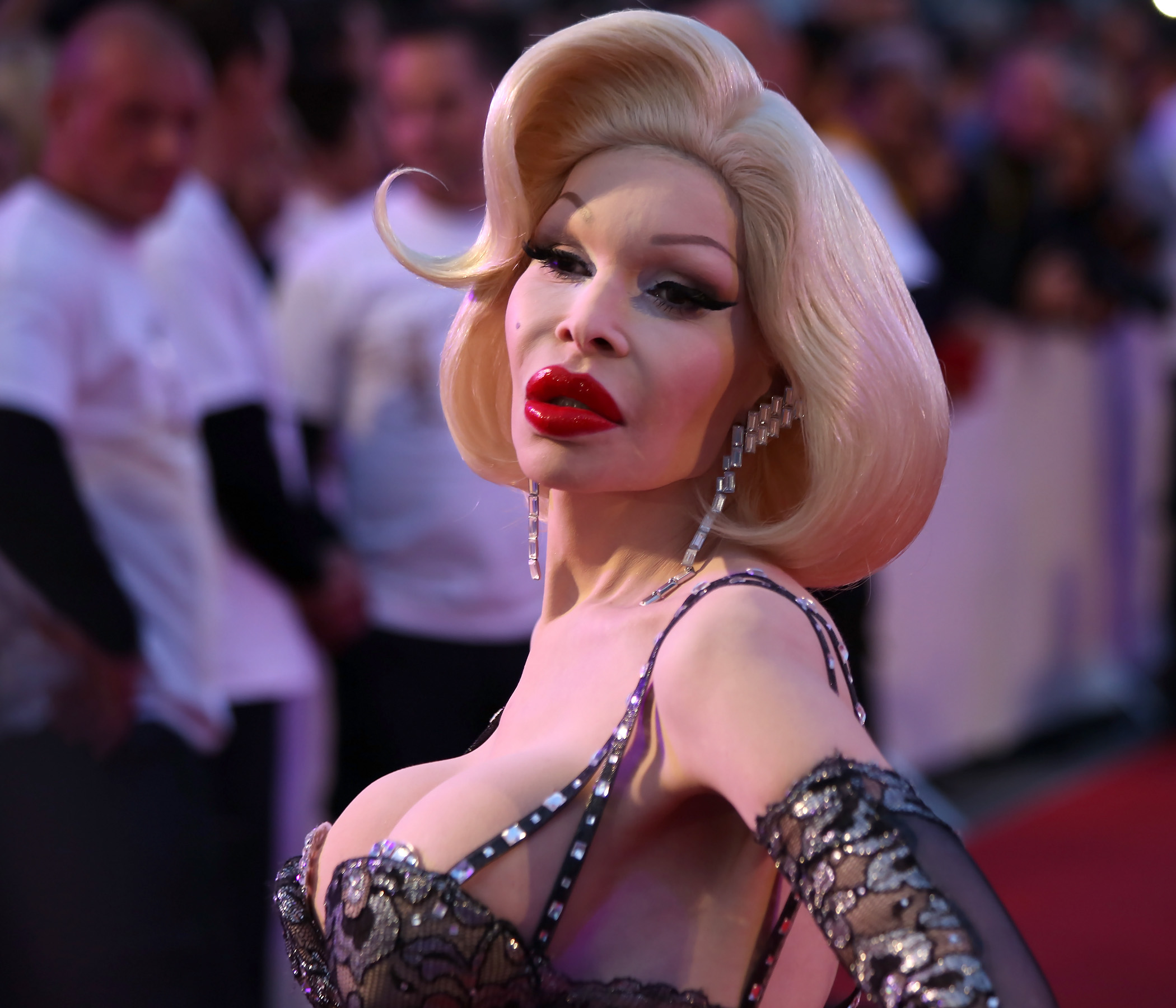
Amanda Lepore am Life Ball 2014

Amanda Lepore wurde als Armand Lepore in Cedar Grove (New Jersey) geboren. Ihr Vater arbeitete als Chemieingenieur. Seit dem Alter von elf Jahren hatte Lepore das Bedürfnis nach einer „Geschlechtsumwandlung“ (siehe Geschlechtsangleichende Maßnahme), nachdem sie eine Fernsehsendung über dieses Thema gesehen hatte. Sie ging in Mädchenkleidung in die Schule, woraufhin sie aus der Schule ausgeschlossen und zu Hause unterrichtet wurde. Ihre Mutter litt während Lepores Kindheit an Schizophrenie.
Schon im Alter von 15 designte und produzierte Lepore Kostüme für transgeschlechtliche Tänzer eines lokalen Stripclubs. Diese tauschte sie gegen Hormone. Damit begann sie ihre Transition. Ihr Hauslehrer empfahl ihr, einen Psychiater aufzusuchen, dieser diagnostizierte Transsexualität und verschrieb ihr Hormone zur Fortführung der Transition. Lepore begann auf Empfehlung ihres Vaters eine Ausbildung im Beauty-Bereich als Kosmetikerin und Friseurin.
Kurze Zeit später kam Lepore mit ihrem ersten Freund zusammen, der vorerst nichts von ihrer Transgeschlechtlichkeit wusste. Als sie ihm dies offenbarte, akzeptierten sowohl er als auch seine Eltern Lepore als Transfrau. Ihr Freund und ihre Schwiegereltern versuchten Lepore eine geschlechtsanpassende Operation zu ermöglichten und zu finanzieren. Als Minderjähriger unter 21 Jahren war ihr dies vorerst nicht möglich, da sie das Einverständnis ihrer Eltern dafür nicht bekam. Ihr Schwiegervater adoptierte Lepore daraufhin, sodass sie ihre geschlechtsanpassende Operation im Alter von siebzehn Jahren erhielt. Später heiratete sie ihren Freund und lebte mit ihm im Haus seiner Familie zusammen. Lepore nähte in dieser Zeit zu Hause Kleidung und Kostüme, ihre Style-Vorbilder waren die bomb shells der 1950er Jahre wie Marilyn Monroe, Zsa Zsa Gabor, Jayne Mansfield und Anita Ekberg. Sie ließ weitere Schönheitsoperationen an ihrem Körper durchführen.
Mit dem Argument, ihre Transgeschlechtlichkeit geheim halten zu wollen, zwang ihr Ehemann Lepore, nicht zu arbeiten und überwiegend zu Hause bleiben. Sie entschied sich, aus dieser Situation zu fliehen, und sparte während sieben Monaten Geld für ihre Flucht an. Nach ihrer Flucht blieb Lepore weiterhin in Kontakt mit ihrem Schwiegervater, der zwar Verständnis für ihre Flucht aufbrachte, ihr aber auch sexualisierte Gewalt angetan hatte.
Lepore zog anschließend in den späten 1980er Jahren nach New York City, wo sie vorerst als Nagelmodelleurin und später als Domina arbeitete. Letzteres ermöglichte ihr ein unabhängiges Leben mit eigener Wohnung. Später frequentierte Lepore Michael Aligs konzeptionelle Underground-Partyreihe Disco 2000, die Clubs Jackie 60 und Beige, wo sie große Aufmerksamkeit für ihre Erscheinung als It Girl erhielt.
Seitdem arbeitete sie tagsüber als Maskenbildnerin bei der Kostümbildnerin und Modedesignerin Patricia Field und abends als Barfrau in Clubs. In beiden Sphären wurde ihre Transgeschlechtlichkeit als Besonderheit wertgeschätzt.
Während ihrer Arbeit in einer Bar in der Bowery lernte sie den Fotografen und Regisseur David LaChapelle kennen. Mit der Arbeit für ihn startete sie ihre Karriere als Fotomodell. Er reinszienierte mit ihr z. B. die Marilyn-Monroe-Siebdrucke von Andy Warhol als Fotografien unter Einsatz von massivem Maskenbild und Staffage. LaChapelle inszenierte mit Lepore queere Thematiken mit Assoziationen an Transgeschlechtlichkeit, BDSM und 50-er-Jahre-Revival. Sie nahm an der Artists and Prostitutes 1985–2005 Ausstellung in New York teil, wo sie in einem voyeuristischen lebensgroßen Set „lebte“. Fotos mit ihr erschienen im gleichnamigen Fotoband von LaChapelle Artists and Prostitutes (Köln: Taschen, 2006, ISBN 3822816175).
Seit 2005 betätigt sich Lepore als Musikerin und produziert Disco mit Hip-Hop-Einschlägen.
Lepore modelt u. a. für die Firmen Heatherette, für Dsquared2 von Dean und Dan Caten, M.A.C. (Kosmetik), Mego Jeans, Swatch, CAMP Cosmetics. Lepore repräsentierte das Modeunternehmen Heatherette mehrfach auf der New York Fashion Week.
Lepore ließ außer ihrer Transition noch eine Reihe weiterer Operationen der plastischen Chirurgie an ihrem Körper vornehmen. Sie ließ eine Rhinoplastik vornehmen. Lepore hatte bislang drei Brustvergrößerungen, zwei Mal wurden ihre Augen schräg gestellt, ihre Stirn wurde geliftet, ihre Haarlinie wurde nach unten gezogen und ihr Brauenknochen reduziert. Außerdem hatte sie ihre Stirn, Gesäß und Hüften mit flüssigem Silikoninjektionen vergrößert. Am auffälligsten sind ihre, auf gleiche Weise, vergrößerten Lippen, die nachträglich nochmal verkleinert wurden. Sie hat sich zusätzlich die untere Rippe brechen und nach innen drücken lassen, um eine Taille zu bekommen.
Amanda Lepore veröffentlichte 2016 ihre Autobiografie Doll Parts.
Lepore lebt in New York City.

## Diskografie

### Alben und EPs
- 2005: Introducing... Amanda Lepore, EP, mp3
- 2007: My Pussy, EP, mp3
- 2008: Fierce Pussy (The Remix Album), Remix-Album, mp3
- 2010: Cazwell and Amanda, EP, mp3, in Zusammenarbeit mit Luke Caswell,
- 2011: I...Amanda Lepore, CD-Album (mit Single-Auskopplungen Cotton Candy und My Hair Looks Fierce)
- 2012: Doin’ It My Way, EP, mp3

### Compilations
- 2006: I Know What Boys Like auf dem Soundtrack des Films Another Gay Movie

### Videos
- 2001: Sunglasses At Night von Tiga & Zyntherius
- 2009: Cotton Candy von Bec Stupak
- 2011: Turn me over und Doin It My Way von Marco Ovando
- 2012: Doin It My Way, Remix-Video von Sid Licious